# Extended Versions (Vixen)
Extended Versions è un album dal vivo del gruppo musicale statunitense Vixen, pubblicato nel 2006.
Il 16 febbraio 2009 è stato ristampato in formato CD+DVD sotto il nome Live in Sweden.

## Tracce
1. Rev It Up – 5:23 (Janet Gardner, Share Pedersen, Ron Keel, Steve Diamond)
2. On the Streets in Paradise – 5:00 (Jan Kuehnemund, Steve Plunkett, Jack Conrad)
3. How Much Love – 5:56 (Kuehnemund, Plunkett, Conrad)
4. Love Made Me – 3:25 (Michael Caruso, John Keller, Marcy Levy)
5. Love Is a Killer – 5:26 (Roxy Petrucci, Harry Paress)
6. Little Voice – 4:08 (Kuehnemund, Jenna Sanz-Agero)
7. Cryin' – 3:14 (Jeff Paris, Gregg Tripp)
8. I Want You to Rock Me – 4:09 (David Cole, Gardner)
9. Cruisin' – 5:26 (Gardner, Kuehnemund, Keith Krupp)
10. Edge of a Broken Heart – 5:45 (Richard Marx, Fee Waybill)
11. Bad Reputation – 4:44 (Gardner, Kuehnemund, Brian Miku)

## Formazione
- Jenna Sanz-Agero – voce
- Jan Kuehnemund – chitarra, cori
- Lynn Louise Lowrey – basso, cori
- Kathrin Kraft – batteria, cori